# Oreocarya subretusa
Oreocarya subretusa är en strävbladig växtart som först beskrevs av Ivan Murray Johnston, och fick sitt nu gällande namn av LeRoy Abrams. Oreocarya subretusa ingår i släktet Oreocarya och familjen strävbladiga växter. Inga underarter finns listade i Catalogue of Life.